# 香坂宗重
香坂 宗重（こうさか むねしげ、生年不詳 - 永禄4年5月（1561年））は、戦国時代の武将、信濃国牧城主。香坂宗利の子。通称は筑前守。

## 来歴
信濃の名族滋野氏の流れを汲み、根津氏の庶流と伝えられる香坂氏の当主。宗重が記録に登場するのは、弘治2年（1556年）5月12日付けで川中島八郎丸の内（現在の長野市松代町豊栄地区）に知行替えする武田信玄の書状である。香坂氏がいつから武田氏に臣従したかは確かな記録が無いが、この時に武田氏に臣従して知行替えが行われたものと推定されている。
また、松代に移った後に香坂氏が建てた城（館）は「弾正館」と呼ばれていることから、香坂氏の娘を娶ったとされる春日弾正忠虎綱との関係も、この時期には結ばれていたと思われる。
この「弾正館」は、翌年の弘治3年（1557年）第3次川中島の戦いで焼失したとされ、香坂氏も武田方として出陣していると思われるが、記録には無い。この後、所領のある松代に武田方の拠点となる海津城が築かれ、永禄3年（1560年）6月15日付けの三百貫の所領を与えるとする信玄の知行宛行状が残されている。
永禄4年（1561年）5月、上杉氏との密通の嫌疑により海津城で誅された。

## 補註
1. ↑  「八郎丸之郷百貫之内、定所務六十五貫四百文之分出置候、相残所者、速可奉納者也。仍如件。弘治二年五月十二日、香坂筑前守殿」『高野家文書』長野県上水内郡牟礼村(所収『山梨県史』資料編中世2、県外文書、長野県の部)